# Élections fédérales suisses de 2019
Les élections fédérales suisses de 2019 pour la 51e législature de l'Assemblée fédérale suisse ont lieu le 20 octobre 2019 afin de renouveler les 200 sièges du Conseil national et 45 des 46 sièges du Conseil des États. Pour plusieurs sièges de ce dernier, des seconds tours ont lieu, étalés sur le mois de novembre.

## Système électoral
Le parlement bicaméral suisse, dit Assemblée fédérale, est doté d'une chambre basse, le Conseil national et d'une chambre haute, le Conseil des États, toutes deux renouvelées intégralement tous les quatre ans au scrutin direct.
Le Conseil national est composé de 200 sièges pourvus dans des circonscriptions correspondant aux 26 cantons suisses. Six cantons élisent chacun un conseiller au scrutin uninominal majoritaire à un tour, tandis que les 194 sièges restants sont pourvus au scrutin proportionnel dans les vingt autres cantons qui forment des circonscriptions plurinominales dont le nombre de sièges varie à chaque élection en fonction de leur population. Les listes sont dites ouvertes et les électeurs ont ainsi la possibilité de les modifier en biffant ou ajoutant des noms, d'effectuer un panachage à partir de candidats de listes différentes ou même de composer eux-mêmes leurs listes sur un bulletin vierge. Après décompte des résultats, les sièges sont répartis sans seuil électoral mais selon la méthode du quotient d'Hagenbach-Bischoff puis celle de la plus forte moyenne.
Le Conseil des États est quant à lui composé de 46 sièges, soit deux pour vingt cantons et un seul pour chacun des six anciens demi-cantons : Obwald, Nidwald, Bâle-Ville, Bâle-Campagne, Appenzell Rhodes-Extérieures et Appenzell Rhodes-Intérieures. Sur les 26 circonscriptions ainsi formées, 24 utilisent le scrutin majoritaire plurinominal en un ou deux tours de scrutin tandis que les cantons du Jura et de Neuchâtel utilisent un système proportionnel.
L'élection au Conseil des États relevant de la compétence des cantons, la Landsgemeinde du canton d'Appenzell Rhodes-Intérieures élit à main levée son représentant le 28 avril 2019. Celui-ci est membre du Parti démocrate-chrétien. À Nidwald et à Obwald, à la fin du délai de dépôt des listes fixé au 2 septembre 2019, un seul candidat dans chaque canton s'est présenté pour le Conseil des États. Les gouvernements de ces deux cantons les ont donc déclarés élus tacitement, à cette même date.
Des seconds tours ont lieu pour les sièges du Conseil des États au cours du mois de novembre : le 3 novembre 2019 en Valais ; le 10 novembre 2019 à Fribourg, Genève et Vaud ; le 17 novembre 2019 à Berne,à Saint-Gall, à Soleure, au Tessin, à Zurich et à Zoug ; et le 24 novembre 2019 en Argovie, à Bâle-Campagne et à Schwytz.

## Corps électoral
Peuvent élire et se présenter à ces élections du Conseil national :
- tous les citoyens suisses âgés de plus de 18 ans vivant en Suisse ;
- tout Suisse de l'étranger âgé de plus de 18 ans, s'il est inscrit sur les listes électorales.

En outre, peuvent élire et se présenter aux élections du Conseil des États :
- tous les citoyens suisses âgés de plus de 18 ans vivant en Suisse ;
- uniquement les Suisses de l'étranger âgés de plus de 18 ans inscrits dans l’un des 11 cantons de Berne, Bâle-Campagne, Fribourg, Genève, des Grisons, du Jura, de Neuchâtel, Soleure, Schwytz, Zurich ou originaires du canton du Tessin[7].

Peuvent élire mais ne peuvent pas se présenter au Conseil des États :
- les citoyens glaronnais âgés de 16 ans et 17 ans[8],[9] ;
- les étrangers et les apatrides âgés de plus de 18 ans vivant depuis 5 ans dans le canton de Neuchâtel[10],[11] et les étrangers vivant depuis 10 ans en Suisse et un an dans le canton du Jura[12],[13].

## Répartition des sièges
Depuis 2015, une répartition des sièges fondée sur la population résidente est prise en compte et réactualisée à chaque élection. Conformément aux chiffres de l'Office fédéral de la statistique à la fin 2016, les cantons de Vaud (19) et de Genève (12) disposent chacun d’un siège supplémentaire alors que les cantons de Berne (24) et de Lucerne (9) perdent chacun un siège.

## Forces en présence
| Partis | Partis                         | Sigles | Groupe | Tendances politiques                                                                               | Résultats en 2015 | Résultats en 2015 | Avant l'élection 2019 | Avant l'élection 2019 |
| Partis | Partis                         | Sigles | Groupe | Tendances politiques                                                                               | CN                | CE                | CN                    | CE                    |
| ------ | ------------------------------ | ------ | ------ | -------------------------------------------------------------------------------------------------- | ----------------- | ----------------- | --------------------- | --------------------- |
|        | Union démocratique du centre   | UDC    | V      | Droite radicale conservatisme, libéralisme, souverainisme, national-conservatisme, euroscepticisme | 65                | 5                 | 64                    | 5                     |
|        | Parti socialiste               | PS     | S      | Gauche social-démocratie, europhilie, anticapitalisme                                              | 43                | 12                | 42                    | 12                    |
|        | Parti libéral-radical          | PLR    | RL     | Centre droit libéralisme, radicalisme                                                              | 33                | 13                | 33                    | 12                    |
|        | Parti démocrate-chrétien       | PDC    | C      | Centre droit démocratie chrétienne, conservatisme social, conservatisme fiscal, libéralisme        | 27                | 13                | 26                    | 14                    |
|        | Les Verts                      | PES    | G      | Gauche écologisme, europhilie, progressisme                                                        | 11                | 1                 | 11                    | 1                     |
|        | Vert'libéraux                  | PVL    | GL     | Centre écologisme, libéralisme                                                                     | 7                 | 0                 | 8                     | 0                     |
|        | Parti bourgeois-démocratique   | PBD    | BD     | Centre droit libéralisme, conservatisme fiscal, progressisme                                       | 7                 | 1                 | 7                     | 1                     |
|        | Parti évangélique              | PEV    | C      | Centre démocratie chrétienne, conservatisme social , europhilie                                    | 2                 | 0                 | 2                     | 0                     |
|        | Ligue des Tessinois            | Lega   | V      | Droite régionalisme, populisme, national-conservatisme, euroscepticisme                            | 2                 | 0                 | 2                     | 0                     |
|        | Parti chrétien-social d'Obwald | CSP    | C      | Centre gauche christianisme social, progressisme, démocratie chrétienne                            | 1                 | 0                 | 1                     | 0                     |
|        | Mouvement citoyens genevois    | MCG    | V      | Droite régionalisme, populisme                                                                     | 1                 | 0                 | 1                     | 0                     |
|        | Parti suisse du travail        | PST    | G      | Extrême gauche communisme, socialisme                                                              | 1                 | 0                 | 1                     | 0                     |
|        | Indépendants (ex-UDC)          | Ind    | V      | Droite conservatisme, libéralisme, souverainisme, national-conservatisme, euroscepticisme          | 0                 | 1                 | 2                     | 1                     |

- BD = Bourgeois démocratique
- C = chrétien, il comprend le PDC, le parti évangélique et le PCS Obwald
- G = Grün (Verts)
- GL = Grünliberal (Vert libéral)
- RL = Radical libéral
- S = Socialiste
- V = Volkspartei (« Parti du peuple » (Volk) en allemand)

† À noter que certains groupes ont une abréviation officielle en allemand, certains en français

## Partis enregistrés
Si un parti politique possède des statuts en tant qu'association au sens des art. 60ss du CCS et qu'il est au moment de l'inscription représenté sous le même nom par au moins un député au Conseil national ou par au moins trois députés
dans trois parlements cantonaux, le parti peut s'enregistrer auprès de la Chancellerie fédérale. Un enregistrement sert à faciliter le nombre de signatures requises afin de présenter une liste, nombre allant de 400 signatures pour les cantons de Berne et de Zurich, à 200 (AG, GE, SG, VD) à 100 signatures pour tous les autres cantons. Les partis enregistrés pour les élections de 2019 sont au nombre de 12 (+1 (MCG) par rapport aux élections précédentes):
- Parti évangélique suisse (Evangelische Volkspartei der Schweiz - Partito evangelico svizzero - Partida Evangelica Svizra)
- PLR.Les Libéraux-Radicaux (FDP.Die Liberalen - PLR.I Liberali - PLD.Ils Liberals)
- Union démocratique fédérale (Eidgenössisch-Demokratische Union - Unione Democratica Federale - Uniun democrata federala)
- Parti démocrate-chrétien (Christlichdemokratische Volkspartei der Schweiz - Partito Popolare Democratico - Partida Cristian-democratica)
- Parti socialiste suisse (Sozialdemokratische Partei der Schweiz - Partito socialista svizzero - Partida Socialdemocratica de la Svizra)
- Parti écologiste suisse (Les Verts) (Grüne Partei der Schweiz - I Verdi - Partito ecologista svizzero - La Verda - Partida Ecologica Svizra)
- Union démocratique du centre (Schweizerische Volkspartei - Unione democratica di centro - Partida Populara Svizra)
- Centre-Gauche PCS Suisse (Mitte Links - CSP Schweiz - Partito cristiano sociale - Partida cristiansociala de la Svizra)
- Parti vert'libéral (Grünliberale Partei Schweiz - Partito verde liberale - Partida Verda-Liberala)
- Parti bourgeois-démocratique (Bürgerlich-Demokratische Partei Schweiz - Partito borghese-democratico Svizzero - Partida burgais democratica Svizra)
- Ligue des Tessinois (Lega dei Ticinesi)
- Mouvement des citoyens Genevois

## Sortants ne renouvelant pas leur candidature

### Conseillers nationaux (état au 5 avril 2019) (26/200)
- 8 pour l'UDC : Adrian Amstutz (BE), Beat Arnold (UR), Raymond Clottu (NE), Sylvia Flückiger-Bäni (AG), Ulrich Giezendanner (AG), Alice Glauser (VD), Markus Hausammann (TG), Luzi Stamm (AG)
- 7 pour le PSS : Bea Heim (SO), Margret Kiener Nellen (BE), Jacques-André Maire (NE)[18], Silvia Schenker (BS), Silva Semadeni (GR), Carlo Sommaruga (GE), Manuel Tornare (GE)
- 5 pour le PLR : Fathi Derder (VD), Corina Eichenberger-Walther (AG), Hugues Hiltpold (GE), Walter Müller (SG), Bruno Pezzatti (ZG)
- 3 pour le PDC : Guillaume Barazzone (GE), Dominique de Buman (FR), Géraldine Marchand-Balet (VS)
- 1 pour le PBD : Hans Grunder (BE)
- 1 pour le PCS-OW : Karl Vogler (OW)
- 1 pour le PVL : Thomas Weibel (ZH)

### Conseillers aux États (état au 5 avril 2019) (21/46)
- 7 pour le PSS: Didier Berberat (NE), Pascale Bruderer-Wyss (AG), Anita Fetz (BS), Claude Hêche (JU), Claude Janiak (BL), Liliane Maury Pasquier (GE)[19], Géraldine Savary (VD)
- 5 pour le PDC : Isidor Baumann (UR), Ivo Bischofberger (AI), Jean-René Fournier (VS), Konrad Graber (LU), Anne Seydoux-Christe (JU)
- 4 pour le PLR : Fabio Abate (TI), Raphaël Comte (NE)[20], Joachim Eder (ZG), Philipp Müller (AG)[21]
- 2 pour l'UDC : Roland Eberle (TG)[22], Peter Föhn (SZ)
- 1 pour le PBD : Werner Luginbühl (BE)
- 1 pour le PES : Robert Cramer (GE)

## Listes pour le Conseil national
Pour 2019, un nombre record de 4 652 candidats se présentent aux élections pour le Conseil national. Tous les cantons annoncent une augmentation du nombre de candidats, à l'exception de Genève. La progression est notamment imputable à un plus grand investissement des femmes, dont la proportion de candidates est de 40,3 % du total. En 2015, 3 792 candidats avaient participé au scrutin, dont 34,5 % de femmes, soit une hausse de 22,7 %.

## Campagne

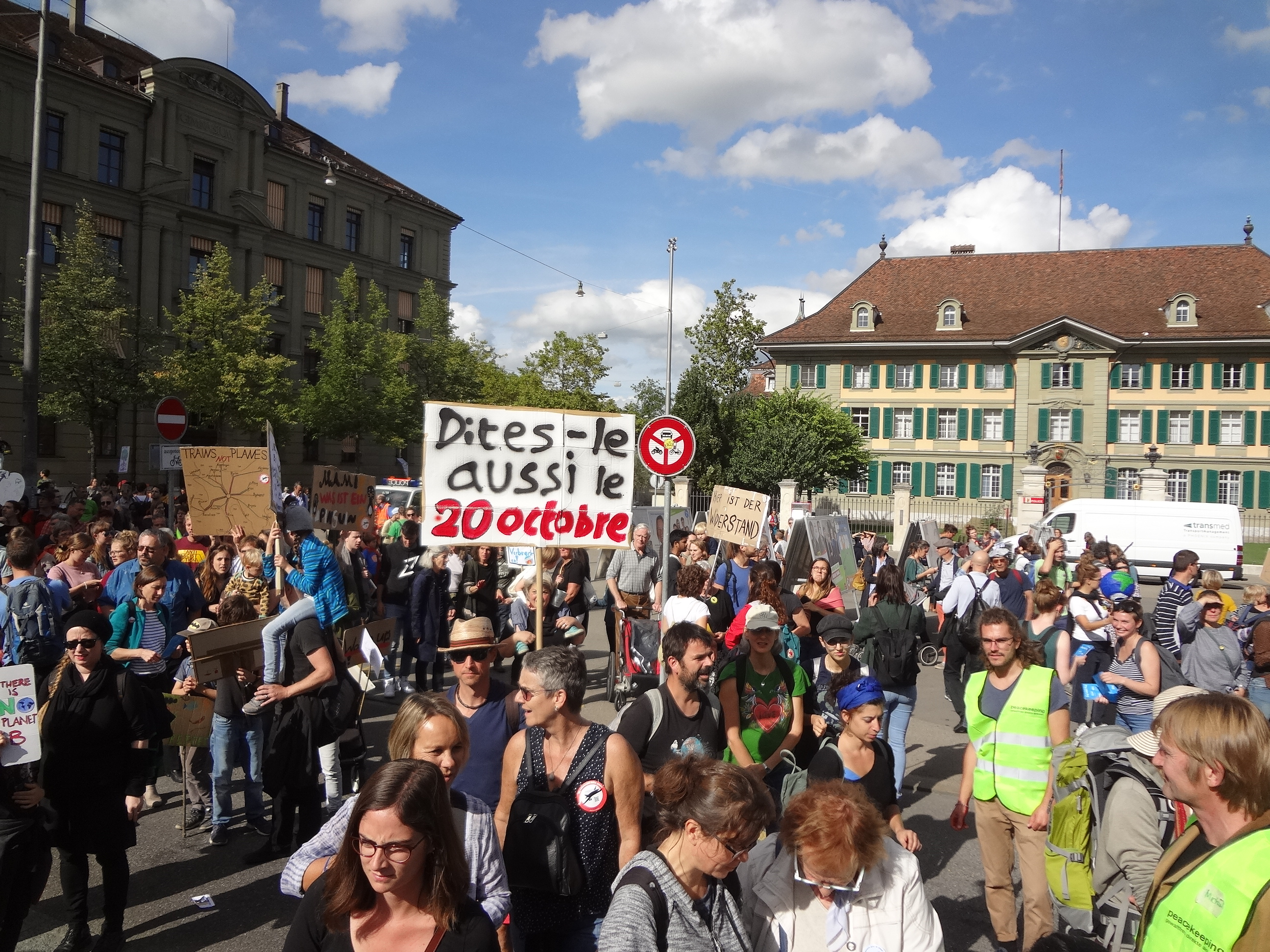
Pancarte « Dites-le aussi le 20 octobre », lors de la manifestation nationale pour le climat du 28 septembre 2019.

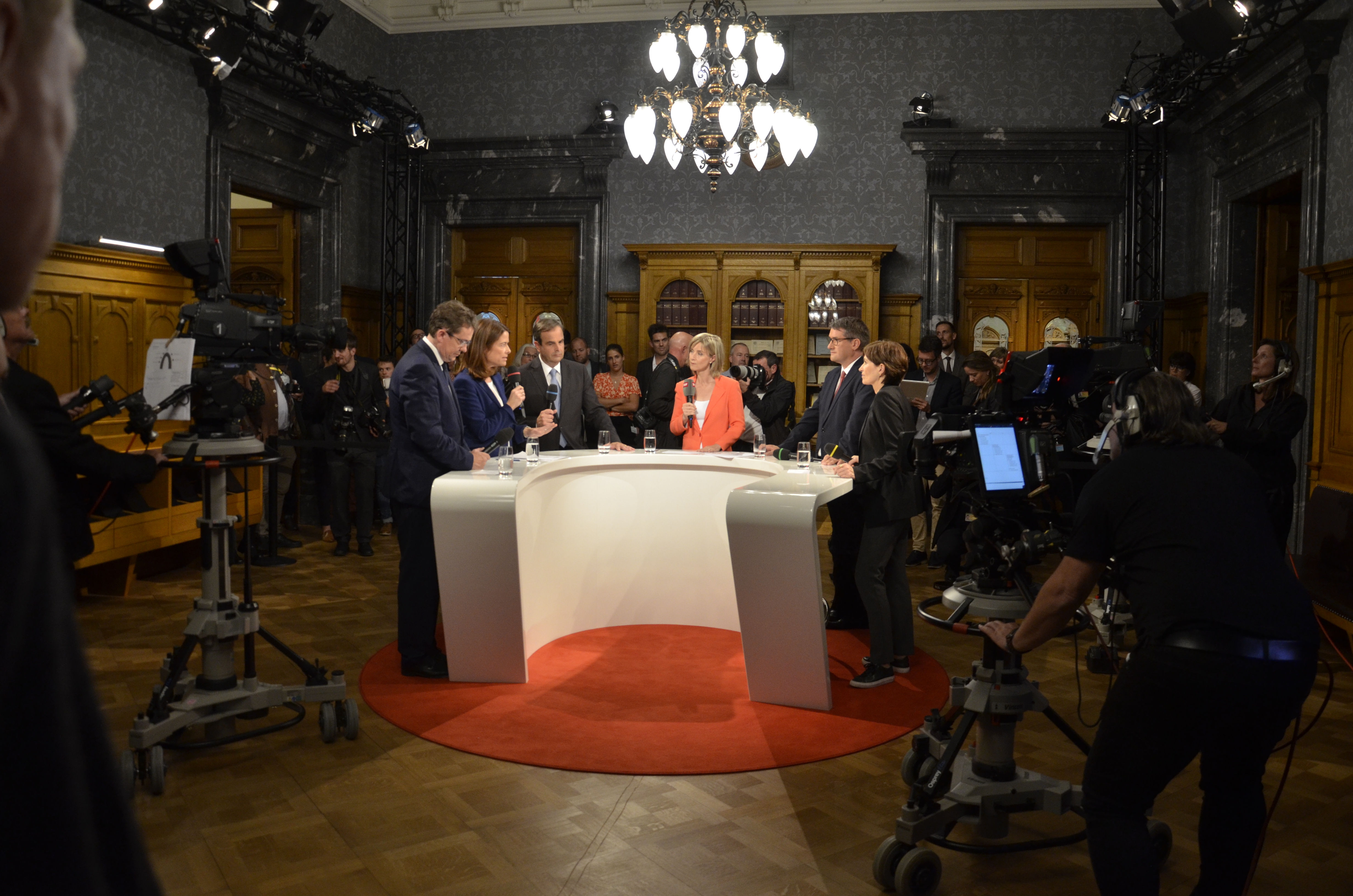
Interview TV des présidents des cinq plus grands partis le soir des élections, avec la présence des Verts pour la première fois.

Lors de la campagne, le PLR et plusieurs autres partis expérimentent une technique de démarchage au porte-à-porte, basée sur les campagnes américaines,.
En juillet, le démocrate-chrétien vaudois Claude Béglé fait scandale avec une série de tweets élogieux sur la Corée du Nord. Vers la mi-septembre, le PDC suisse lance une campagne d'attaques personnelles contre les candidats des autres partis, ce qui provoque l'indignation du milieu politique.

### Slogans électoraux
- PBD : « le juste milieu »[54]
- PDC : « Nous sommes le trait d’union »
- PES : « Notre climat, votre voix »
- PLR : « Avancer ensemble »[55]
- PS : « Pour tous, sans privilèges ! », slogan identique à la campagne de 2011 et 2015.
- PVL : « Créateur d'avenir »
- UDC : « Pour que la Suisse reste la Suisse »[56]
- UDF : « Notre pays - nos valeurs »[57]
- PEV : « Pour que les valeurs comptent, durablement ! »[58]

## Sondages
| Institut                    | Date              | PS      | PES     | PVL    | PEV    | PBD    | PDC     | PLR     | UDC     | Autres |
| --------------------------- | ----------------- | ------- | ------- | ------ | ------ | ------ | ------- | ------- | ------- | ------ |
| Institut                    | Date              |         |         |        |        |        |         |         |         |        |
| Résultats                   | 20 octobre 2019   | 16,84 % | 13,20 % | 7,80 % | 2,08 % | 2,44 % | 11,38 % | 15,11 % | 25,59 % | 5,56 % |
| Sotomo                      | 9 octobre 2019    | 18,2 %  | 10,7 %  | 7,3 %  | 1,8 %  | 2,8 %  | 10,6 %  | 15,2 %  | 27,3 %  | 6,1 %  |
| Tamedia                     | 29 septembre 2019 | 18,0 %  | 10,2 %  | 7,2 %  | NC     | 3,3 %  | 10,4 %  | 15,6 %  | 27,9 %  | 7,4 %  |
| Sotomo                      | 5 septembre 2019  | 18,7 %  | 10,5 %  | 6,9 %  | 1,6 %  | 2,6 %  | 10,2 %  | 16,7 %  | 26,8 %  | 6,0 %  |
| Sotomo                      | 6 juin 2019       | 19,1 %  | 10,1 %  | 6,4 %  | 1,8 %  | 2,9 %  | 10,6 %  | 16,2 %  | 26,5 %  | 6,4 %  |
| Tamedia                     | 29 mai 2019       | 17,6 %  | 9,9 %   | 6,9 %  | NC     | 3,3 %  | 10,3 %  | 15,5 %  | 28,9 %  | 7,6 %  |
| Tamedia                     | 6 mars 2019       | 18,4 %  | 9,6 %   | 6,7 %  | NC     | 3,9 %  | 9,9 %   | 15,9 %  | 29,2 %  | 6,4 %  |
| Sotomo                      | 21 février 2019   | 17,4 %  | 9,5 %   | 6,4 %  | 1,7 %  | 3,3 %  | 11,3 %  | 17,4 %  | 27,0 %  | 6,0 %  |
| Sotomo                      | 4 octobre 2018    | 19,3 %  | 8,7 %   | 5,7 %  | 2,0 %  | 3,2 %  | 10,1 %  | 17,7 %  | 27,4 %  | 5,9 %  |
| Ringier / Blick             | 1er octobre 2018  | 18,7 %  | 9,1 %   | 5,9 %  | 1,9 %  | 2,0 %  | 11,0 %  | 17,3 %  | 28,0 %  | 6,1 %  |
| Tamedia                     | 29 septembre 2018 | 17,9 %  | 7,1 %   | 5,7 %  | NC     | 4,0 %  | 9,9 %   | 17,0 %  | 29,7 %  | 8,7 %  |
| Tamedia                     | 29 juin 2018      | 18,0 %  | 7,2 %   | 5,7 %  | NC     | 4,7 %  | 10,0 %  | 16,4 %  | 29,2 %  | 8,8 %  |
| Tamedia                     | 12 janvier 2018   | 18,7 %  | 7,4 %   | 6,1 %  | NC     | 3,7 %  | 9,1 %   | 16,4 %  | 30,8 %  | 7,8 %  |
| Sotomo                      | 20 octobre 2017   | 17,7 %  | 8,1 %   | 5,4 %  | NC     | 3,4 %  | 10,9 %  | 17,1 %  | 28,7 %  | 8,6 %  |
| GfS / RTS                   | 22 avril 2017     | 18,7 %  | 8,8 %   | 4,9 %  | NC     | 3,0 %  | 10,7 %  | 17,3 %  | 29,8 %  | 6,7 %  |
| GfS                         | 18 octobre 2016   | 17,8 %  | 7,6 %   | 5,6 %  | NC     | 3,5 %  | 10,5 %  | 16,7 %  | 29,9 %  | 7,5 %  |
| OpinionPlus / Sonntagsblick | 15 mai 2016       | 19,3 %  | 6,6 %   | 5,4 %  | NC     | 4,6 %  | 10,6 %  | 16,8 %  | 30,8 %  | 7,4 %  |
| GfS / Sonntagsblick         | 1er avril 2016    | 19,3 %  | 6,0 %   | 4,2 %  | 1,5 %  | 7,0 %  | 12,4 %  | 24,8 %  | 22,4 %  | 2,4 %  |
| Dernières élections         | 18 octobre 2015   | 18,8 %  | 7,1 %   | 4,6 %  | 1,9 %  | 4,1 %  | 11,6 %  | 16,4 %  | 29,4 %  | 6,1 %  |

## Résultats

### Conseil national

Parti ayant reçu le plus de voix, par commune.

#### Au niveau fédéral
|                           |                              |                           |           |       |      |        |               |  |  |
| Parti                     | Parti                        | Sigle                     | Voix      | %     | +/-  | Sièges | +/-           |  |  |
|                           | Union démocratique du centre | UDC                       | 620 343   | 25,59 | 3,84 | 53     | 12            |  |  |
|                           | Parti socialiste             | PS                        | 408 128   | 16,84 | 2,02 | 39     | 4             |  |  |
|                           | Parti libéral-radical        | PLR                       | 366 303   | 15,11 | 1,28 | 29     | 4             |  |  |
|                           | Les Verts                    | PES                       | 319 988   | 13,20 | 6,14 | 28     | 17            |  |  |
|                           | Parti démocrate-chrétien     | PDC                       | 275 842   | 11,38 | 0,23 | 25     | 2             |  |  |
|                           | Vert'libéraux                | PVL                       | 189 162   | 7,80  | 3,17 | 16     | 9             |  |  |
|                           | Parti bourgeois-démocratique | PBD                       | 59 206    | 2,44  | 1,67 | 3      | 4             |  |  |
|                           | Parti évangélique            | PEV                       | 50 317    | 2,08  | 0,18 | 3      | 1             |  |  |
|                           | Parti suisse du travail      | PST                       | 25 427    | 1,05  | 0,24 | 1      | en stagnation |  |  |
|                           | SolidaritéS                  | Sol                       | 25 427    | 1,05  | 0,24 | 1      | 1             |  |  |
|                           | Union démocratique fédérale  | UDF                       | 24 145    | 1,00  | 0,19 | 1      | 1             |  |  |
|                           | Ligue des Tessinois          | Lega                      | 18 187    | 0,75  | 0,24 | 1      | 1             |  |  |
|                           | Liste alternative            | AL                        | 7 709     | 0,32  | 0,04 | 0      | en stagnation |  |  |
|                           | Centre gauche - PCS          | PCS                       | 6 238     | 0,26  | 0,05 | 0      | en stagnation |  |  |
|                           | Mouvement citoyens genevois  | MCG                       | 5 338     | 0,22  | 0,10 | 0      | 1             |  |  |
|                           | Démocrates suisses           | DS                        | 3 202     | 0,13  | 0,01 | 0      | en stagnation |  |  |
|                           | Divers                       | Divers                    | 44 667    | 1,84  | –    | 0      | 1             |  |  |
|                           |                              |                           |           |       |      |        |               |  |  |
| Votes valides             | Votes valides                | Votes valides             | 2 424 202 | 98,44 |      |        |               |  |  |
| Votes blancs et invalides | Votes blancs et invalides    | Votes blancs et invalides | 38 379    | 1,56  |      |        |               |  |  |
| Total                     | Total                        | Total                     | 2 462 581 | 100   | –    | 200    | en stagnation |  |  |
| Abstention                | Abstention                   | Abstention                | 2 995 359 | 54,88 |      |        |               |  |  |
| Inscrits/Participation    | Inscrits/Participation       | Inscrits/Participation    | 5 457 940 | 45,12 |      |        |               |  |  |

#### Candidats sortants non réélus
Ci-dessous la liste des sortants qui ne sont pas réélus.
| Conseiller               | Canton     | Parti | Parti |
| ------------------------ | ---------- | ----- | ----- |
| Thomas Ammann (de)       | Saint-Gall |       | PDC   |
| Claude Béglé             | Vaud       |       | PDC   |
| Hans-Ulrich Bigler (de)  | Zurich     |       | PLR   |
| Heinz Brand              | Grisons    |       | UDC   |
| Hansjörg Brunner (de)    | Thurgovie  |       | PLR   |
| Manfred Bühler           | Berne      |       | UDC   |
| Duri Campell (de)        | Grisons    |       | PBD   |
| Thomas Egger             | Valais     |       | PDC   |
| Sebastian Frehner        | Bâle-Ville |       | UDC   |
| Roger Golay              | Genève     |       | MCG   |
| Bernhard Guhl            | Argovie    |       | PBD   |
| Philipp Hadorn           | Soleure    |       | PS    |
| Thomas Hardegger (de)    | Zurich     |       | PS    |
| Barbara Keller-Inhelder  | Saint-Gall |       | UDC   |
| Thomas Müller            | Saint-Gall |       | UDC   |
| Felix Müri               | Lucerne    |       | UDC   |
| Martin Naef              | Zurich     |       | PS    |
| Roberta Pantani          | Tessin     |       | Lega  |
| Corrado Pardini          | Berne      |       | PS    |
| Rosmarie Quadranti       | Zurich     |       | PBD   |
| Maximilian Reimann       | Argovie    |       | Ind   |
| Kathy Riklin             | Zurich     |       | PDC   |
| Jean-François Rime       | Fribourg   |       | UDC   |
| Nicolas Rochat Fernandez | Vaud       |       | PS    |
| Peter Schilliger         | Lucerne    |       | PLR   |
| Luzi Stamm               | Argovie    |       | Ind   |
| Adrian Wüthrich (de)     | Berne      |       | PS    |
| Claudio Zanetti          | Zurich     |       | UDC   |

### Conseil des États
La Chancellerie fédérale ne fournit pas le total des voix par parti au niveau national.
|       |                              |              |          |         |              |               |  |  |  |
| Parti | Parti                        | Sigle        | 1er tour | 2d tour | Total Sièges | +/-           |  |  |  |
| Parti | Parti                        | Sigle        | Sièges   | Sièges  | Total Sièges | +/-           |  |  |  |
|       | Parti démocrate-chrétien     | PDC          | 9        | 4       | 13           | en stagnation |  |  |  |
|       | Parti libéral-radical        | PLR          | 7        | 5       | 12           | 1             |  |  |  |
|       | Parti socialiste             | PS           | 3        | 6       | 9            | 3             |  |  |  |
|       | Union démocratique du centre | UDC          | 3        | 3       | 6            | 1             |  |  |  |
|       | Les Verts                    | PES          | 2        | 3       | 5            | 4             |  |  |  |
|       | Vert'libéraux                | PVL          | 0        | 0       | 0            | en stagnation |  |  |  |
|       | Parti bourgeois-démocratique | PBD          | 0        | 0       | 0            | 1             |  |  |  |
|       | Parti évangélique            | PEV          | 0        | 0       | 0            | en stagnation |  |  |  |
|       | Ligue des Tessinois          | Lega         | 0        | 0       | 0            | en stagnation |  |  |  |
|       | Centre gauche - PCS          | PCS          | 0        | 0       | 0            | en stagnation |  |  |  |
|       | Mouvement citoyens genevois  | MCG          | 0        | 0       | 0            | en stagnation |  |  |  |
|       | Indépendants                 | Indépendants | 1        | 0       | 1            | en stagnation |  |  |  |
|       |                              |              |          |         |              |               |  |  |  |
| Total | Total                        | Total        | 25       | 21      | 46           | en stagnation |  |  |  |

#### Sièges par canton
Dans plusieurs cantons, des second tours sont nécessaires et organisés en novembre.
| Canton                       | Conseillers sortants    | Parti | Parti | Conseillers élus          | Parti | Parti |
| ---------------------------- | ----------------------- | ----- | ----- | ------------------------- | ----- | ----- |
| Zurich                       | Daniel Jositsch         |       | PS    | Daniel Jositsch           |       | PS    |
| Zurich                       | Ruedi Noser             |       | PLR   | Ruedi Noser               |       | PLR   |
| Berne                        | Hans Stöckli            |       | PS    | Hans Stöckli              |       | PS    |
| Berne                        | Werner Luginbühl        |       | PBD   | Werner Salzmann           |       | UDC   |
| Lucerne                      | Damian Müller           |       | PLR   | Damian Müller             |       | PLR   |
| Lucerne                      | Konrad Graber           |       | PDC   | Andrea Gmür-Schönenberger |       | PDC   |
| Uri                          | Isidor Baumann          |       | PDC   | Heidi Z'graggen           |       | PDC   |
| Uri                          | Josef Dittli            |       | PLR   | Josef Dittli              |       | PLR   |
| Schwytz                      | Peter Föhn              |       | UDC   | Othmar Reichmuth          |       | PDC   |
| Schwytz                      | Alex Kuprecht           |       | UDC   | Alex Kuprecht             |       | UDC   |
| Nidwald                      | Hans Wicki              |       | PLR   | Hans Wicki                |       | PLR   |
| Obwald                       | Erich Ettlin            |       | PDC   | Erich Ettlin              |       | PDC   |
| Glaris                       | Thomas Hefti            |       | PLR   | Thomas Hefti              |       | PLR   |
| Glaris                       | Werner Hösli            |       | UDC   | Mathias Zopfi             |       | PES   |
| Zoug                         | Peter Hegglin           |       | PDC   | Peter Hegglin             |       | PDC   |
| Zoug                         | Joachim Eder            |       | PLR   | Matthias Michel           |       | PLR   |
| Fribourg                     | Christian Levrat        |       | PS    | Christian Levrat          |       | PS    |
| Fribourg                     | Beat Vonlanthen         |       | PDC   | Johanna Gapany            |       | PLR   |
| Soleure                      | Pirmin Bischof          |       | PDC   | Pirmin Bischof            |       | PDC   |
| Soleure                      | Roberto Zanetti         |       | PS    | Roberto Zanetti           |       | PS    |
| Bâle-Campagne                | Claude Janiak           |       | PS    | Maya Graf                 |       | PES   |
| Bâle-Ville                   | Anita Fetz              |       | PS    | Eva Herzog                |       | PS    |
| Schaffhouse                  | Hannes Germann          |       | UDC   | Hannes Germann            |       | UDC   |
| Schaffhouse                  | Thomas Minder           |       | Ind   | Thomas Minder             |       | Ind   |
| Appenzell Rhodes-Extérieures | Andrea Caroni           |       | PLR   | Andrea Caroni             |       | PLR   |
| Appenzell Rhodes-Intérieures | Ivo Bischofberger       |       | PDC   | Daniel Fässler            |       | PDC   |
| Saint-Gall                   | Benedikt Würth          |       | PDC   | Benedikt Würth            |       | PDC   |
| Saint-Gall                   | Paul Rechsteiner        |       | PS    | Paul Rechsteiner          |       | PS    |
| Grisons                      | Stefan Engler           |       | PDC   | Stefan Engler             |       | PDC   |
| Grisons                      | Martin Schmid           |       | PLR   | Martin Schmid             |       | PLR   |
| Argovie                      | Philipp Müller          |       | PLR   | Thierry Burkart           |       | PLR   |
| Argovie                      | Pascale Bruderer        |       | PS    | Hansjörg Knecht           |       | UDC   |
| Thurgovie                    | Brigitte Häberli-Koller |       | PDC   | Brigitte Häberli-Koller   |       | PDC   |
| Thurgovie                    | Roland Eberle           |       | UDC   | Jakob Stark               |       | UDC   |
| Tessin                       | Fabio Abate             |       | PLR   | Marco Chiesa              |       | UDC   |
| Tessin                       | Filippo Lombardi        |       | PDC   | Marina Carobbio Guscetti  |       | PS    |
| Vaud                         | Géraldine Savary        |       | PS    | Adèle Thorens Goumaz      |       | PES   |
| Vaud                         | Olivier Français        |       | PLR   | Olivier Français          |       | PLR   |
| Valais                       | Beat Rieder             |       | PDC   | Beat Rieder               |       | PDC   |
| Valais                       | Jean-René Fournier      |       | PDC   | Marianne Maret            |       | PDC   |
| Neuchâtel                    | Raphaël Comte           |       | PLR   | Philippe Bauer            |       | PLR   |
| Neuchâtel                    | Didier Berberat         |       | PS    | Céline Vara               |       | PES   |
| Genève                       | Robert Cramer           |       | PES   | Lisa Mazzone              |       | PES   |
| Genève                       | Liliane Maury Pasquier  |       | PS    | Carlo Sommaruga           |       | PS    |
| Jura                         | Anne Seydoux-Christe    |       | PDC   | Charles Juillard          |       | PDC   |
| Jura                         | Claude Hêche            |       | PS    | Élisabeth Baume-Schneider |       | PS    |

#### Candidats sortants non réélus
| Conseiller       | Canton   | Parti | Parti |
| ---------------- | -------- | ----- | ----- |
| Werner Hösli     | Glaris   |       | UDC   |
| Filippo Lombardi | Tessin   |       | PDC   |
| Beat Vonlanthen  | Fribourg |       | PDC   |